# Dicranocara
Dicranocara là một chi bọ cánh cứng thuộc họ Scarabaeidae.